# 작은이집트뛰는쥐
작은이집트뛰는쥐 또는 작은이집트저보아(Jaculus jaculus)는 뛰는쥐과에 속하는 설치류의 일종이다. 아프리카와 중동에서 발견되는 작은 설치류이다. 먹이는 주로 씨앗과 풀로 이루어져 있지만 생존을 위해 아주 적은 물이 필요하다. 이 작은 설치류는 아주 큰 뒷다리와 움직일 때 도약을 하기 때문에 작은 캥거루에 비유가 되기도 한다. 작은이집트뛰는쥐는 각 뒷발에 3개의 밭가락을 갖고 있으며, 도약할 때 균형을 잡기 위해 아주 긴 꼬리가 있다. 큰 눈과 귀, 오히려 뭉툭한 주둥이를 갖고 있으며, 털은 연하거나 진한 모래색이고 하체는 더 희미한 색을 띤다.
애완동물로 이용하기 위해 국내에 수입된 저보아는 모두 이 종 아니면 큰이집트뛰는쥐이다.